# Reino da Escócia
O Reino da Escócia foi um estado localizado no Oeste Europeu, no norte da ilha da Grã-Bretanha - onde hoje está a Escócia. Existiu entre aproximadamente 843 até o Tratado de União de 1707 quando foi unido ao Reino da Inglaterra (927-1707) para formar o Reino da Grã-Bretanha (1707-1800). A sua população em 1700 era de aproximadamente 1,1 milhão de habitantes.
A coroa da Escócia tem uma longa e complexa história. Desde distintos governos autônomos (clãs), até o nascimento de um único Rei para toda a nação que emergiu ao redor do século XII para reinar a maior parte do que hoje se conhece como Escócia.
O século XIII foi duro e difícil para a coroa da Escócia já que tinha complicadas lutas para manter sua independência do Reino da Inglaterra, muito maior e mais populoso. Essa luta se alargaria no tempo, com episódios como o de William Wallace, e não seria até o reinado de Robert Bruce quando alcançariam a tranquilidade, depois de derrotar as forças inglesas do Rei Eduardo II na Batalha de Bannockburn no ano 1314.
Em 1603 o Rei Escocês Jaime VI ascende à coroa da Inglaterra, a união das coroas foi seguida pela união dos parlamentos no ano de 1707.

## Histórico

### Origens: 400–943
A partir do século V, o norte da Grã-Bretanha foi dividido em uma série de pequenos reinos. Destes, os quatro mais importantes eram os pictos no nordeste, os escoceses de Dál Riata no oeste, os bretões de Strathclyde no sudoeste e o reino anglo da Bernícia (que se uniu a Deira para formar a Nortúmbria em 653) no sudeste, estendendo-se até o moderno norte da Inglaterra. Em 793 DC, ataques violentos de Vikings começaram em mosteiros como os de Iona e Lindisfarne, criando medo e confusão nos reinos do norte da Grã-Bretanha. Orkney, Shetland e as ilhas ocidentais acabaram caindo nas mãos dos nórdicos. Essas ameaças podem ter acelerado um processo de longo prazo de gaelização dos reinos pictos, que adotaram a língua e os costumes gaélicos. Houve também uma fusão dos reinos gaélico e picto, embora os historiadores debatam se foi uma aquisição de Dál Riata pelos pictos, ou o contrário. Isso culminou na ascensão de Cínaed mac Ailpín (Kenneth MacAlpin) como "rei dos pictos" na década de 840 (tradicionalmente datado de 843), que trouxe ao poder a Casa de Alpin. Quando ele morreu como rei do reino combinado em 900, um de seus sucessores, Domnall II (Donald II), foi o primeiro homem a ser chamado de rí Alban (Rei de Alba). O termo Scotia seria cada vez mais usado para descrever o coração desses reis, ao norte do rio Forth, e, eventualmente, toda a área controlada por seus reis seria referida como Escócia. O longo reinado (900-942 / 3) do sucessor de Donald, Causantín (Constantino II), é frequentemente considerado a chave para a formação do Reino de Alba / Escócia, e mais tarde ele foi creditado por trazer o cristianismo escocês em conformidade com a Igreja Católica.

### Consolidação do Reino (1058-1286)
A unificação do reino escocês foi a principal realização dos descendentes de Malcolm III Canmore e sua esposa Margarida (posteriormente canonizada). Essa dinastia ocupou o trono até a morte de Alexandre III em 1286. O casamento entre membros das dinastias inglesa e escocesa estreitou os laços entre os dois reinos. Muitas instituições escocesas foram criadas segundo o modelo inglês e várias famílias normandas da Inglaterra estabeleceram-se a partir de então na Escócia. Por volta de 1266 a dinastia Canmore exercia o controle de toda a Escócia; mas, na parte central das Highlands e nas áreas cedidas pelos nórdicos, esse controle era ainda apenas nominal.
O contato com a Inglaterra e com o continente propiciou o desenvolvimento do comércio e a formação dos burgos. Os mais antigos burgos da Escócia foram Edimburgo, Stirling, Berwick e Rexburgo, mas outros surgiram, de modo que no século XIII já constituíam uma rede na região das Terras Baixas.

### Guerras da independência
A morte de Alexandre III em 1286 tornou imediato o problema pendente há dois séculos sobre as relações entre a coroa escocesa e a inglesa. Como os dois únicos herdeiros de Alexandre haviam morrido, surgiram disputas entre descendentes mais afastados dos reis escoceses. Por influência de Eduardo I da Inglaterra, venceu afinal João Balliol (r. 1292–1296), que, não resistindo às exigências do rei inglês, encontrou a oposição dos barões escoceses, que se aliaram a Filipe IV da França. Eduardo I invadiu a Escócia em 1296, encontrando severa resistência. Em 1306, Robert Bruce, um dos pretendentes ao trono escocês, revoltou-se contra o domínio da Inglaterra e fez-se coroar rei em Scone. Eduardo II, filho de Eduardo I, não foi capaz de levar avante a guerra mantida por seu pai, e, por volta de 1314, quase todos os castelos ingleses da Escócia haviam sido conquistados pelas forças de Bruce. Mas a Inglaterra só reconheceu o trono escocês em 1328.
Bruce faleceu em 1329, e o primeiro rei escocês a ser ungido e coroado foi seu filho, David II da Escócia (1329-71). Eduardo Balliol, filho de João Balliol, conseguiu, após várias lutas, apossar-se do trono, com o auxílio da Inglaterra, que recebeu em troca grande parte do sul da Escócia. A resistência prosseguiu no norte e no oeste até que os escoceses conseguiram reaver a maior parte de seu território. Mas a contínua e prolongada guerra contra os ingleses desorganizou a economia e enfraqueceu a autoridade do rei, fortalecendo os barões, que recebiam grandes concessões territoriais para apoiar a coroa escocesa. Uma instituição política beneficiou-se, porém, desse período conturbado: o parlamento. Necessitando levantar dinheiro para as lutas, os reis por várias vezes reuniram assembleias de nobres e representantes dos diversos burgos.

### Fortalecimento da Monarquia
No século XV, os reis escoceses procuraram restaurar sua autoridade. Jaime I da Escócia (1394-1437), ao voltar da Inglaterra, onde estivera cativo durante 18 anos, neutralizou a influência dos Stuart, duques de Albany, que haviam exercido a regência do trono em sua ausência. Seu sucessor, Jaime II (1437-60), destruiu, por sua vez, o poderio dos Douglas. Jaime III (1460-88) estendeu o controle efetivo da coroa aos territórios do norte e do oeste ao reprimir uma rebelião (1475) liderada por John MacDonald, Conde de Ross; ganhou também as ilhas Órcades e Shetland, ainda sob controle nórdico. Jaime IV (1488-1513) consolidou o poder real naquelas ilhas e nas Hébridas, mas faleceu na batalha de Flodden (1513), quando auxiliava a França na luta contra a Inglaterra.
Após um período conturbado durante a minoridade de Jaime V (1513-42), este assumiu o poder e continuou com a política de aliança com os franceses. Henrique VIII da Inglaterra invade então a Escócia e a armada escocesa é derrotada na batalha de Solway Moss (1542). Jaime V morre no mês seguinte, uma semana depois do nascimento de sua única herdeira, Maria Stuart. As disputas com a Inglaterra prosseguiram durante a regência do conde de Arran, que entrou em acordo com os franceses para a realização do casamento de Maria com Francisco (mais tarde Francisco II de França), herdeiro do trono francês (1558).

### União das duas coroas
Jaime VI da Escócia, filho de Maria Stuart, ascendeu ao trono inglês, como Jaime I de Inglaterra, em 1603. Carlos I (1625-49), tentando uniformizar o governo e o culto religioso da Escócia com a Igreja da Inglaterra, provocou distúrbios. A convocação nacional, protestando contra as inovações eclesiásticas, foi assinada em 1638 e, no mesmo ano, uma assembléia-geral aboliu o episcopado. Em agosto de 1642 irrompeu a luta entre Carlos I e seus oponentes ingleses. Ambas as partes procuravam obter o apoio dos escoceses, que resolveram ajudar a oposição parlamentar inglesa, em troca de um acordo pela unidade religiosa com base no presbiterianismo. Os realistas foram derrotados na Inglaterra e na Escócia, e Carlos I rendeu-se aos escoceses em 1646. Não chegando a um acordo com o rei, os escoceses devolveram-no à Inglaterra. O exército inglês, sob a direção de Oliver Cromwell, tornara-se a maior força política do reino, preferindo a independência religiosa ao presbiterianismo. Convencionais conservadores conseguiram obter do rei um compromisso de estabelecimento do presbiterianismo nos dois reinos por três anos, e foram à luta em defesa do rei, sendo esmagados em Preston em 1648. No ano seguinte, Carlos I foi executado (1649). Em 1651 toda a Escócia estava em poder de Cromwell, que adotou uma política justa em relação à religião conquistada, mas não ganhou a simpatia dos escoceses, descontentes com os pesados impostos.